# Crespi d'Adda
Crespi d'Adda (AFI: [ˈkrɛspi ˈdadːa]; Grèspi d’Ada [ˈɡɾɛspi ˈdada] in dialetto bergamasco) è una frazione del comune italiano di Capriate San Gervasio, in provincia di Bergamo, che in passato faceva parte del comune di Canonica d'Adda, al quale apparteneva in quanto a sud del Fosso bergamasco.
Consiste in un villaggio operaio per ospitare le maestranze operanti nel settore tessile cotoniero, sorto a opera di Cristoforo Benigno Crespi a partire dal 1877 e passato poi nelle mani del figlio Silvio. Per l'eccezionale stato di conservazione del suo patrimonio storico e architettonico, nel 1995 fu annoverato tra i patrimoni dell'umanità dall'UNESCO. È infatti il villaggio operaio meglio conservato dell'Europa meridionale: benché esistono altri esempi simili, essi sono concentrati più nell'Europa centro-settentrionale.

## Geografia fisica

### Territorio
Il paese sorge tra il fiume Adda a ovest, il Fosso bergamasco a nord, il fiume Brembo a est. Rappresenta, con la punta, il punto più a sud dell'Isola bergamasca. 

### Clima
Si trova nella zona climatica E.

## Origini del nome
Il nome Crespi d'Adda viene dall'omonima famiglia bustocca che fondò il villaggio nel 1877. Il nome viene acquisito in via ufficiale l'11 aprile 1889, quando avvenne il passaggio dal comune di Canonica a quello di Capriate.

## Storia

### Medioevo
Nel 949 vi è la prima menzione del territorio, con il toponimo Arnicho, in un documento diplomatico. Nel 1157 sorge una controversia tra prevosto di S.Fermo di Marne e badessa del monastero di Santa Margherita che sorge alla confluenza del Brembo nell'Adda. Con la pace di Lodi nel 1454 viene riconfermato il confine del XIII secolo del Fosso bergamasco, il territorio è dunque milanese anche se posseduto da cittadini della repubblica di Venezia, a cui appartengono i vicini paesi dell'Isola Bergamasca: Brembate e Capriate San Gervasio.

### Età moderna
Nel 1570 vengono apposti dal Ducato di Milano tre cippi di confine. Nel 1721 Crespi viene rappresentato nel catasto teresiano come pascoli e terreni incolti. Nel 1889 passa a fare parte del comune di Capriate d'Adda, che verrà poi a sua volta fuso con il comune di San Gervasio d'Adda nel 1928 a formare il comune di Capriate San Gervasio. A seguito della seconda guerra d'indipendenza italiana, nel 1859 passa con il resto della Lombardia al regno di Sardegna e nel 1861 diventa parte del regno d'Italia.

### Età contemporanea
Il villaggio fu edificato dal 1876 al 1877 da Cristoforo Benigno Crespi che scelse quest'area, vicina al fiume Adda, per costruire un cotonificio. La fondazione si fa risalire al 1877, anno in cui il bustocco Crespi acquista 85 ettari di terra dai comuni di Capriate San Gervasio e Canonica d'Adda. I lavori di costruzione vengono affidati all'architetto Ernesto Pirovano e all'ingegnere Pietro Brunati. Il villaggio è poi stato portato avanti dal figlio di Cristoforo, Silvio Crespi.
L'ambizioso progetto di Crespi prevede di affiancare agli stabilimenti - in modo simile a quanto già accadeva nell'Inghilterra della rivoluzione industriale - un vero e proprio villaggio che ospitasse alcuni operai della fabbrica e le loro famiglie. Il neonato insediamento viene dotato di ogni struttura necessaria: oltre alle casette delle famiglie operaie (complete di giardino e orto) e alle ville per i dirigenti (che furono costruite in seguito), il villaggio era dotato di chiesa (copia in scala ridotta del Santuario di Santa Maria di Piazza di Busto Arsizio), scuola, cimitero, ospedale proprio davanti alla fabbrica, campo sportivo, teatro, stazione dei pompieri e di altre strutture comunitarie.
Crespi d'Adda assume la sua forma finale intorno agli anni 1920 e ancora oggi è riconoscibile il suo impianto geometricamente regolare attraversato dalla strada principale che collega il villaggio a Capriate San Gervasio. La fabbrica, gli uffici e la casa padronale sono situati sul lato della strada che dà verso il fiume, mentre gran parte degli altri edifici sono dislocati sul lato opposto, in una griglia scandita da tre strade parallele alla principale.
Il villaggio rimane di proprietà di un'unica azienda fino agli anni 1970, quando diversi edifici, soprattutto residenziali, furono venduti ad altri privati. In quel periodo si registrò un calo dell'attività industriale dovuto, tra le altre cose, allo spopolamento del villaggio operaio.
Nel 1889 la frazione di Crespi, fino ad allora compresa nel comune di Canonica d'Adda nel circondario di Treviglio, fu assegnata al comune di Capriate d'Adda nel circondario di Bergamo. In data 11 ottobre 2013 il complesso dell'ex cotonificio viene acquistato dall'imprenditore Antonio Percassi con l'intenzione di utilizzarlo come quartier generale delle sue aziende.

#### Patrimonio UNESCO

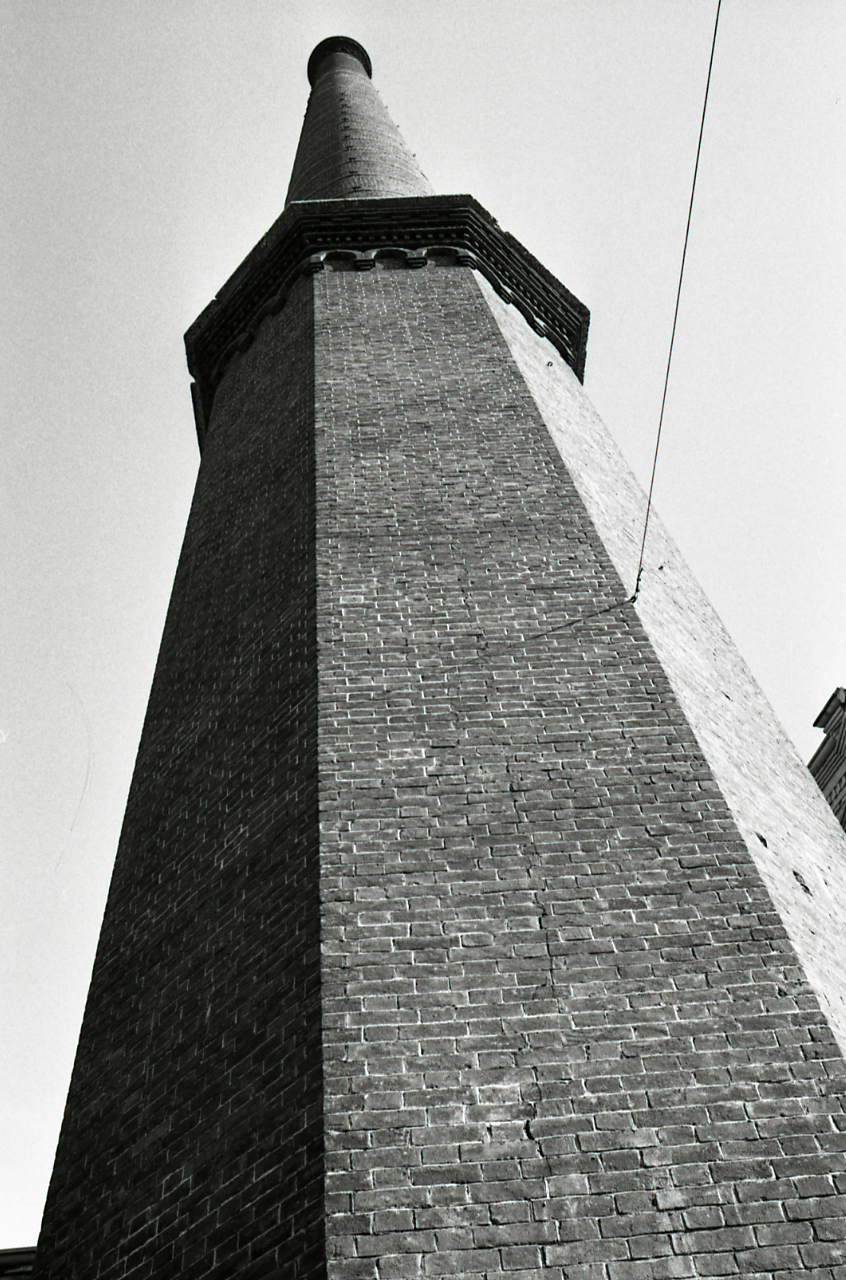
Ciminiera del cotonificio di Crespi d'Adda, 1979

All'inizio degli anni novanta, a livello comunale, fu proposto un piano regolatore che prevedeva nuove edificazioni nell'area del villaggio operaio. L'associazione culturale locale "Centro Sociale Fratelli Marx" (CSFM), sostenuta dal locale circolo di Legambiente e da diverse persone consapevoli del valore del villaggio, volle contrastare questa proposta decidendo di proporre l'iscrizione del sito di Crespi d'Adda nella Lista del Patrimonio Mondiale UNESCO. Fu costituita la Consulta per Crespi, che iniziò un'opera di informazione e pressione sui politici e gli organi di informazione locali per scongiurare l'applicazione del piano urbanistico.
L'operazione ebbe successo e riuscì a convincere l'Amministrazione a non realizzare le edificazioni previste nell'area storica del villaggio e ad appoggiare la richiesta di inserimento nella Lista. La redazione del dossier di nomination da presentare all'UNESCO venne affidata a due membri del CSFM: Andrea Biffi ed Enzo Galbiati (cfr. Belli Guido, Chorus. A programme for balanced and sensitive development of heritage and culture: the case of Crespi d'Adda. Osservatorio Culturale, ed. Regione Lombardia, Milano gennaio 1997). In una fase successiva dell'istruttoria l'UNESCO richiese un approfondimento sullo stato di autenticità del sito, affidata all'esperto di archeologia industriale Edo Bricchetti. Accompagnava la candidatura un progetto di valorizzazione culturale del villaggio operaio e della comunità residente ideato dal CSFM, presentato nel corso del Convegno Internazionale organizzato per promuovere la candidatura di Crespi d'Adda, a cui partecipò Giancarlo Riccio, Ambasciatore Diplomatico e all'epoca Codirettore del Centro per il Patrimonio Mondiale UNESCO di Parigi (Riccio fu determinante per l'inserimento di Crespi nella Lista).
Il 5 dicembre 1995 il "Villaggio operaio di Crespi" è entrato a fare parte della Lista del Patrimonio dell'umanità dell'UNESCO. È uno degli esempi meglio conservati di villaggio operaio industriale che esistano al mondo. Contrariamente a siti analoghi, lo stabilimento è stato funzionante fino al dicembre 2003 e le case sono tuttora abitate. Nel 2013, un soggetto privato ha rilevato la proprietà del sito, presentando un piano di riutilizzo, che è risultato compatibile con le priorità e gli obiettivi stabiliti dall'UNESCO.

## Monumenti e luoghi d'interesse

### Architetture religiose

#### Chiesa del Santissimo nome di Maria
La chiesa, dedicata al Santissimo nome di Maria, fu costruita tra la primavera del 1891 e il 1893 sotto la direzione dell'ingegnere Pietro Brunati. Cristoforo Benigno Crespi volle che la chiesa del villaggio fosse una copia esatta del Santuario di Santa Maria di Piazza di Busto Arsizio, la sua città natale, chiesa in stile bramantesco già all'epoca dichiarata monumento nazionale come opera dei primi anni del XVI secolo.
La riproduzione dell'edificio avvenne scrupolosamente sia nelle dimensioni che nei più minuti particolari architettonici e decorativi; la sola variante introdotta fu nell'avere tenuto il piano del pavimento rialzato di 0,70 m sul piano della piazza circostante mediante l'aggiunta di una zoccolatura in ceppo locale e di una scalinata in marmo di Verona in corrispondenza della porta di ingresso. Tutte le vetrate che illuminano la chiesa sono di vetro antico del diametro di circa 12 cm e tutte provenienti dalle demolizione di vecchie fabbriche.

#### Cimitero

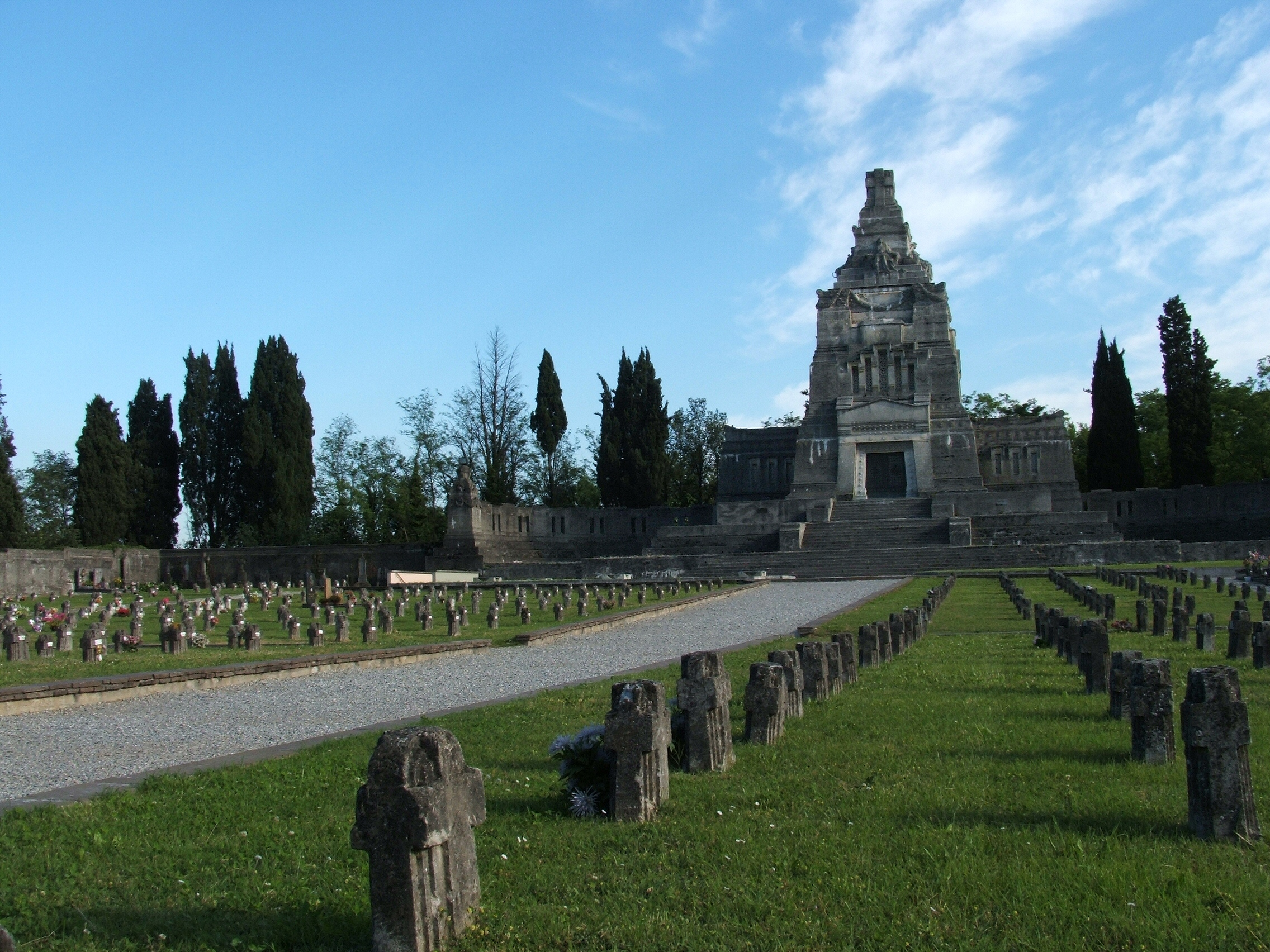
Il cimitero e il mausoleo Crespi

Il cimitero di Crespi d'Adda, situato a sud del villaggio, al termine del viale principale, fu realizzato tra il 1905 e il 1908 su disegno di Gaetano Moretti, che vinse un concorso pubblico voluto da Silvio Crespi e bandito dall'Accademia di belle arti di Brera.
Il cimitero ha un impianto di forma quadrata: l'ingresso si trova a nord, mentre sul lato opposto si innalza il mausoleo della famiglia Crespi realizzato in ceppo rustico e cemento decorativo, in stile eclettico e di gusto esotico. Le sepolture degli operai e dei loro famigliari sono caratterizzate da semplici croci in pietra ordinate in file e un tempo delimitate da siepi di mirto. Tombe con un apparato decorativo più ricco si trovano lungo i muri laterali del camposanto e potevano essere scelte dagli operai, a proprie spese, come alternativa al modello standard realizzato a carico della ditta.
Col tempo il cimitero, che è rimasto in funzione, ha perso parte del suo originario rigore: tombe e monumenti di nuova realizzazione si sono sostituiti o aggiunti alle originali sepolture.

### Architetture civili

#### Albergo
Costruito nel 1886 assieme all'edificio che in seguito diventerà il dopolavoro.

#### Bagni pubblici
Accanto all'ospedale era presente un edificio di un piano che un tempo accoglieva i bagni pubblici, utilizzati dagli abitanti del villaggio fino a quando non furono introdotti i servizi igienici collegati alle singole abitazioni. L'interno dell'edificio era dominato da una grande vasca che sopperiva alle necessità di svago e pulizia degli operai.

#### Casa padronale
La casa padronale è l'edificio visivamente più ricco di Crespi d'Adda: era la casa che la famiglia Crespi usava durante le permanenze nel villaggio. Fu realizzata tra il 1893 e il 1894 in stile tardo romantico con le forme riprese dalle costruzioni medievali, tanto che l'edificio è spesso conosciuto come Castello. Originariamente di proprietà dei Crespi, dopo essere passato al comune di Capriate San Gervasio e usato come scuola, oggi è di proprietari privati e in disuso.

#### Cascina Magna

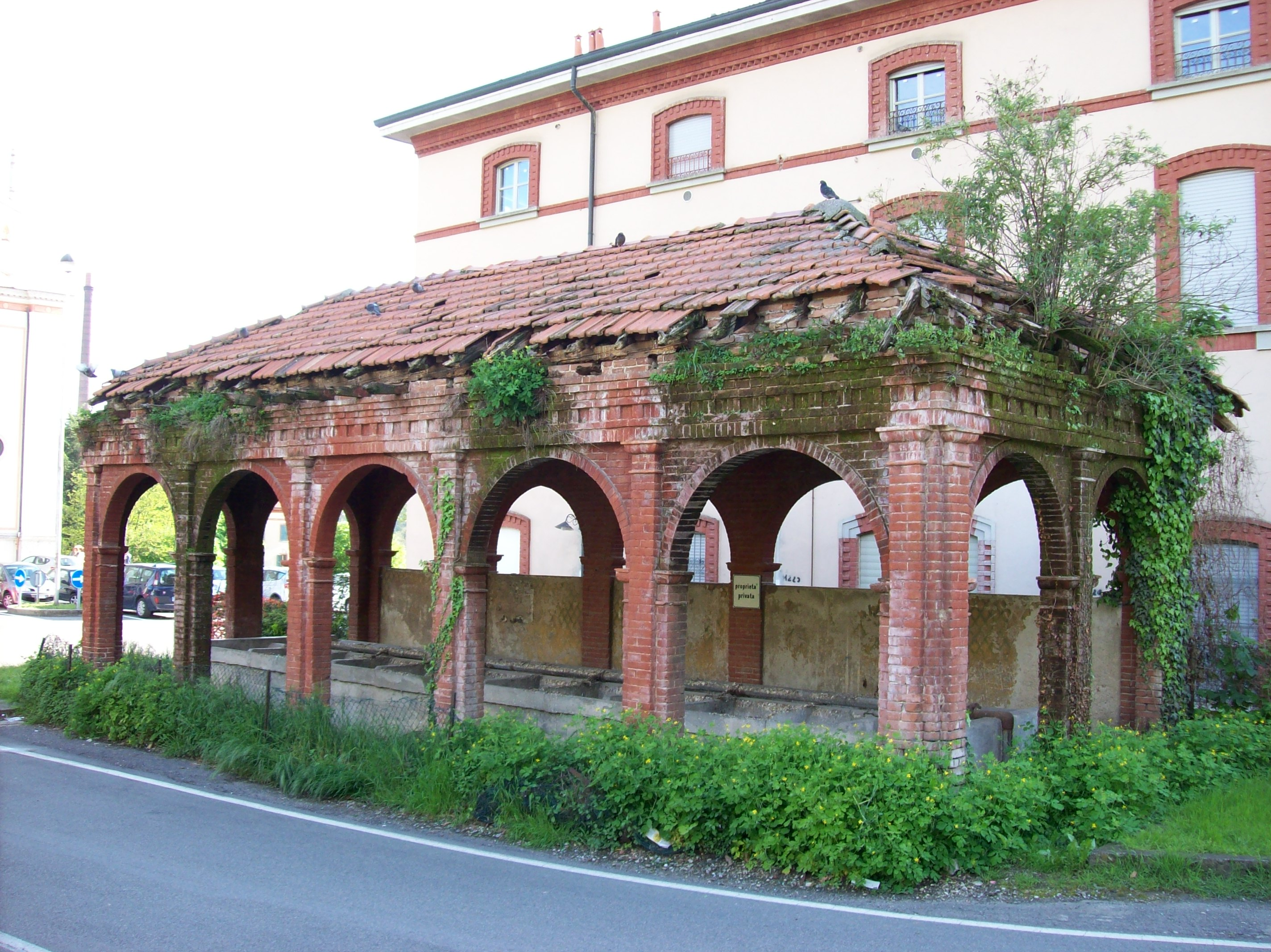
Il lavatoio nel 2012

Oltre agli edifici già descritti a Crespi d'Adda si trovano altre costruzioni residenziali. Tra queste la Cascina Magna, situata a sud-est del villaggio vicino alle case dei dirigenti. Terminata nel 1921, era una residenza plurifamiliare. Erano poi presenti dodici baracche in legno, collocate a nord-est del villaggio nei primi anni 1920 per accogliere i reduci della guerra di Abissinia. Queste costruzioni furono con il tempo adibite a depositi e magazzini per attrezzi agricoli, non essendo adeguate alle esigenze abitative. Oggi ne rimangono sette, alcune delle quali sono state oggetto di restauri per restituire loro l'uso residenziale.

#### Case dei dirigenti
Le case per i dirigenti sono quelle più articolate dopo la casa padronale. Sono situate nella zona sud-orientale del villaggio e furono probabilmente progettate da Ernesto Pirovano. Sono tutte diverse tra loro e presentano piante asimmetriche e diversi elementi aggettanti, verande e balconi. Sono caratterizzate da apparati decorativi in legno, pietra, cotto, maiolica policroma e cemento decorativo. In queste abitazioni sono presenti salotti, studi e locali di rappresentanza e si inseriscono all'interno di ampi giardini.

#### Case del medico e del parroco
Entrambi gli edifici furono certamente progettati da Ernesto Pirovano e si trovano sulla costa che delimita il villaggio a nord-est. Sviluppate su due piani fuori terra più mansarda, rispetto alle case operai hanno dimensioni considerevolmente maggiori e presentano più elementi decorativi con fregi, cornici e modanature in parte rimossi in epoca fascista. Originariamente i due edifici erano perfettamente identici, ma in seguito la casa del medico fu ampliata con degli spazi adibiti alle visite.

#### Case di impiegati e capireparto

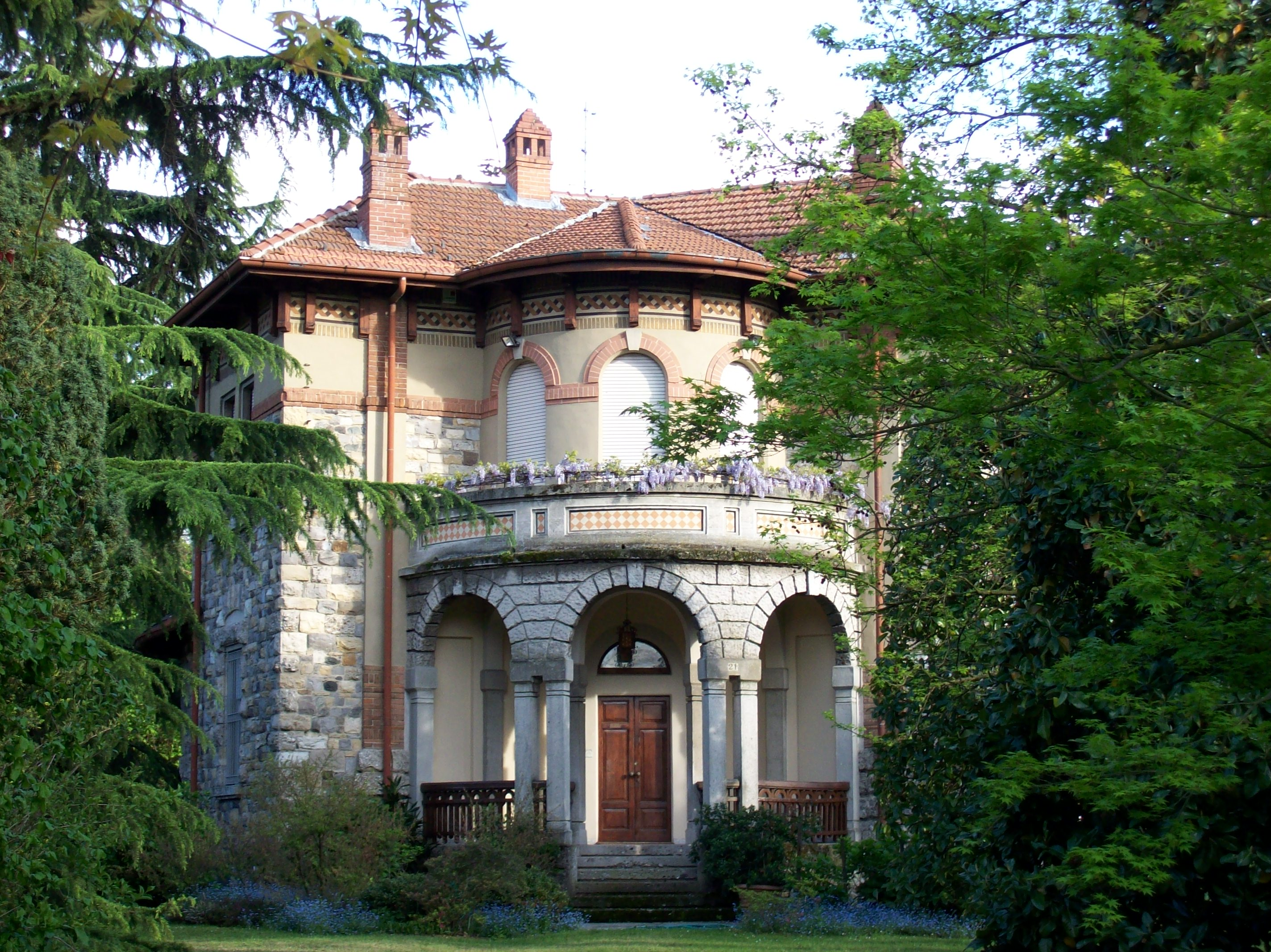
Una delle case per i dirigenti

Le villette per gli impiegati e i capireparto dell'opificio furono costruite alla fine degli anni 1920. Dal punto di vista planimetrico sono leggermente più complesse delle case operaie, con pianta rettangolare, finestre con architrave anziché arco ribassato ed elementi aggettanti rispetto al perimetro del fabbricato, coperti da piccole terrazze. Presentano maggiori elementi decorativi, come mensole e paraste in legno e motivi geometrici appena sotto la copertura.

#### Case operaie

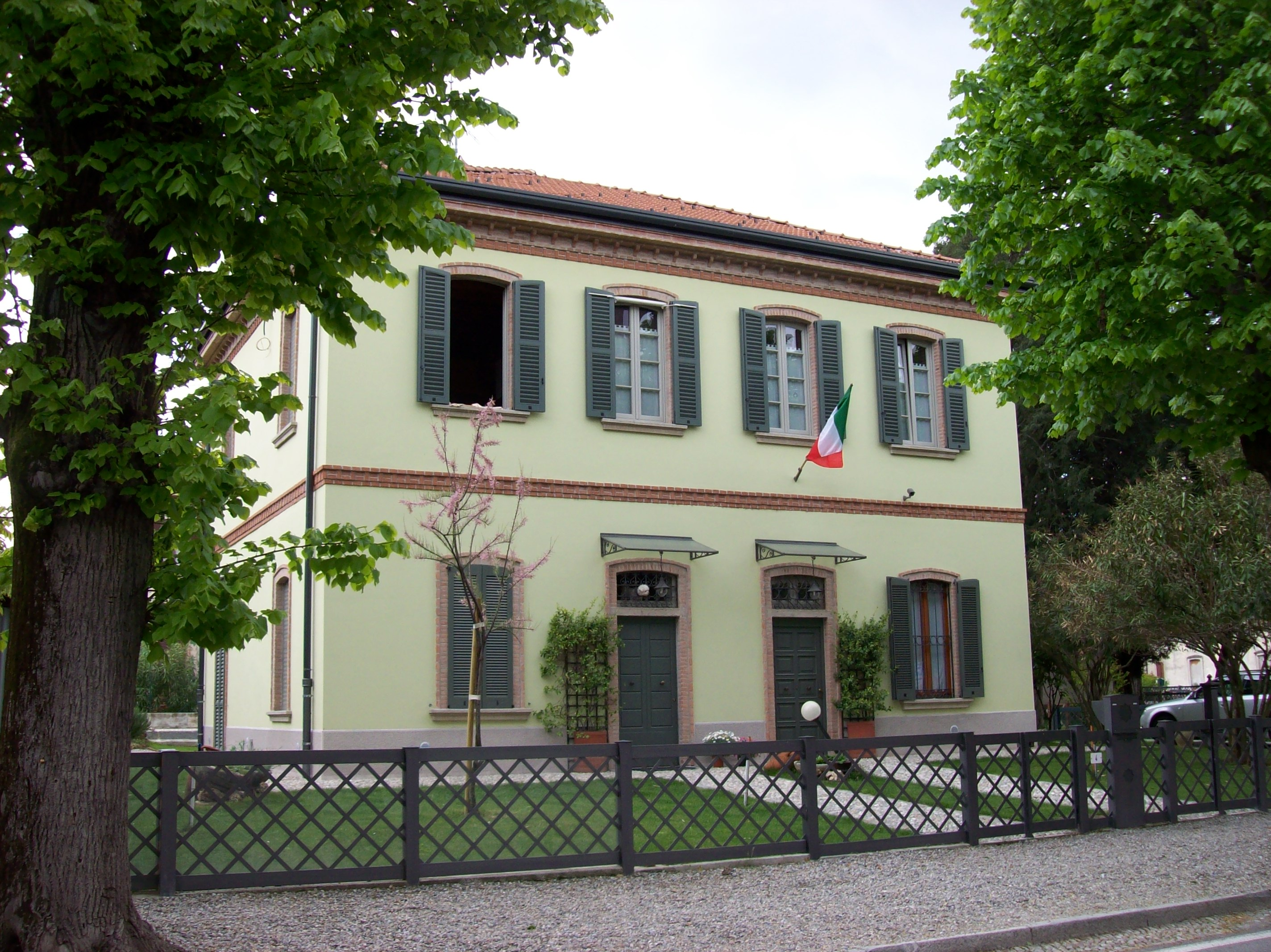
Una casa operaia bifamiliare

Le case realizzate per gli operai che lavoravano nell'opificio del villaggio sono il tipo di edificio prevalente a Crespi d'Adda. Nei primi anni 1880 Silvio Crespi volle abbandonare il modello abitativo plurifamiliare dei palazzotti, privilegiando la realizzazione di case indipendenti che consentissero migliori condizioni abitative e un maggior controllo dei dipendenti.
Tutte le case sono situate all'interno di lotti rettangolari uniti a formare piccoli isolati delimitati dalla rete stradale. Originariamente, lo spazio intorno a questi edifici era destinato a ospitare un orto, utile, secondo la visione dei Crespi, per permettere agli operai di passare più tempo all'aria aperta e per consentire loro una maggiore indipendenza economica. Nello stesso tempo serviva anche per far passare loro il tempo libero, così da limitare il rischio di comportamenti sgraditi all'imprenditore.
Le villette del villaggio potevano ospitare una, due o tre famiglie, spesso legate da parentela, ma tutte si sviluppano su due piani fuori terra, mentre alcune sono dotate anche di cantina.

#### Centrale idroelettrica di Crespi d'Adda
Nelle adiacenze del villaggio, sulla sponda sinistra dell'Adda, vicino all'opificio, si trova la Centrale idroelettrica di Crespi d'Adda recentemente restaurata e aperta alle visite turistiche.

#### Dopolavoro

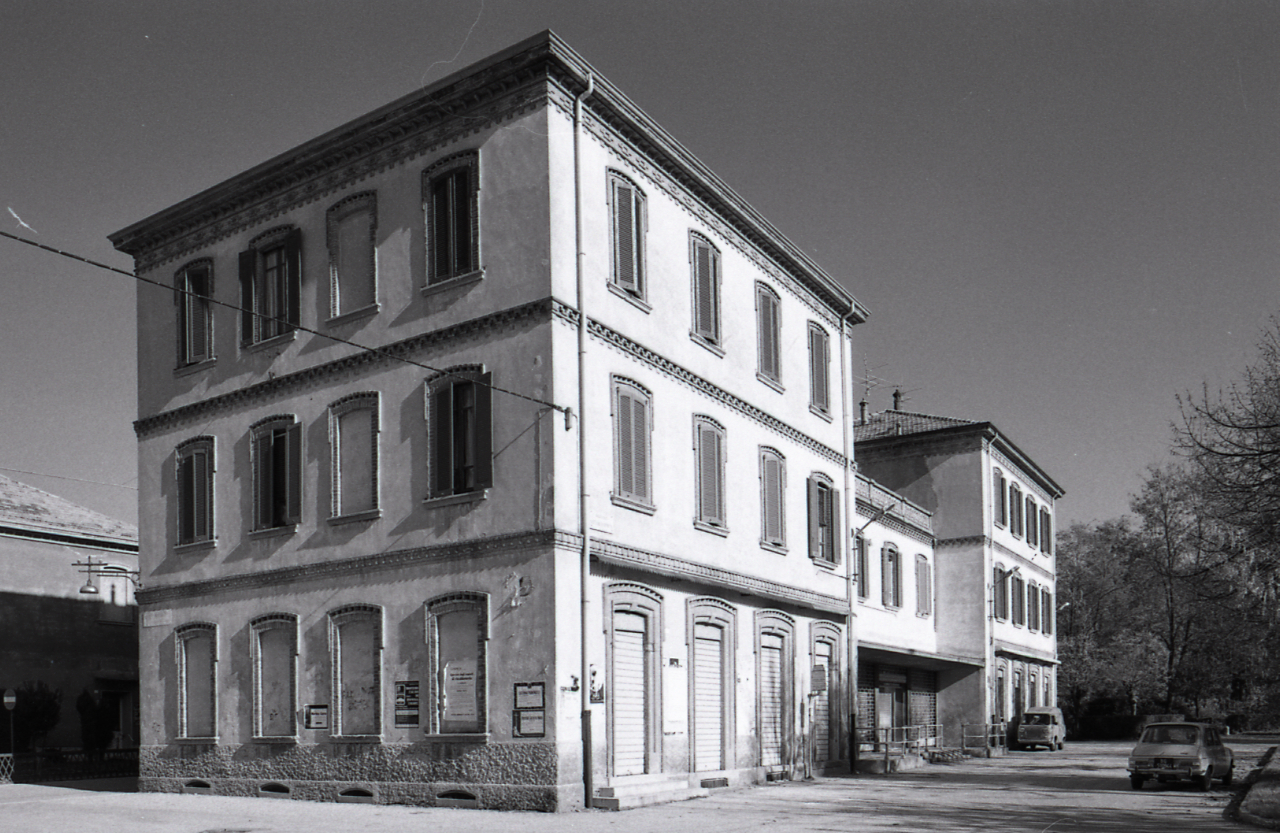
La cooperativa nel 1979

Denominato Uniti e forti, fu creato negli anni venti a scopo ricreativo a fianco del lavatoio. Al piano superiore ospitava una biblioteca, mentre al piano terra aveva un campo di bocce nel giardino.
Cooperativa
Edificio dove gli abitanti del villaggio poteva acquistare generi alimentari e vestiario.

#### Opificio

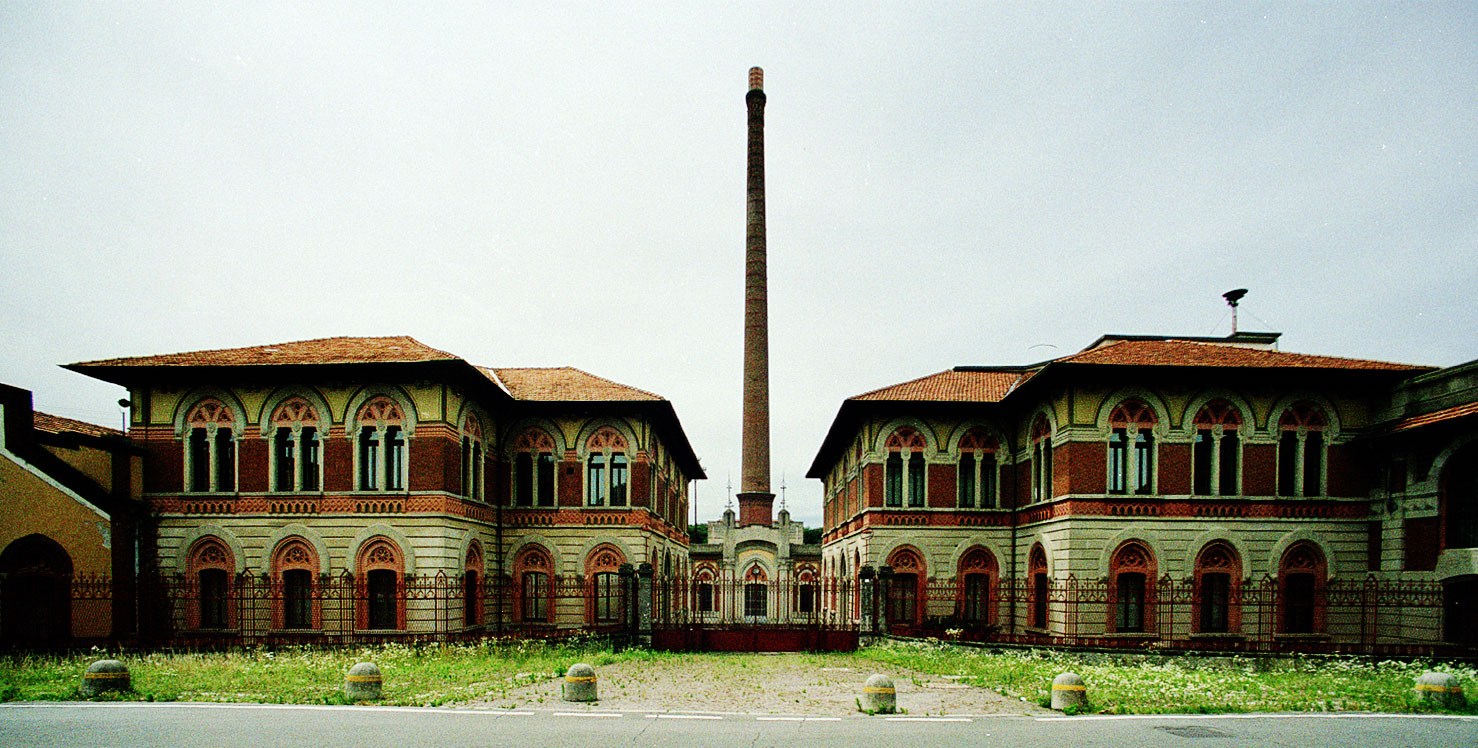
I "cancelli rossi"

L'opificio (fabbrica) fu inaugurato nel 1878. L'ingresso principale della fabbrica è posto lungo il viale principale del villaggio, nel punto in cui si incrocia con il viale Vittorio Emanuele II, di collegamento con la piazza Vittorio Veneto, dove sorge l'edificio che un tempo ospitava la Cooperativa di Consumo, centro della vita sociale del villaggio. L'ingresso è caratterizzato dai cosiddetti "cancelli rossi" in ferro battuto con decorazioni floreali realizzati dall'artista Alessandro Mazzucotelli.
La fabbrica si compone di quattro corpi principali, corrispondenti alle diverse fasi produttive che si compivano all'interno dell'azienda: filatura, reparti complementari, tessitura e tintoria.
In data 11 ottobre 2013 il complesso dell'ex cotonificio viene acquistato dall'imprenditore Antonio Percassi con l'intenzione di utilizzarlo come quartier generale delle sue aziende.

#### Ospedale

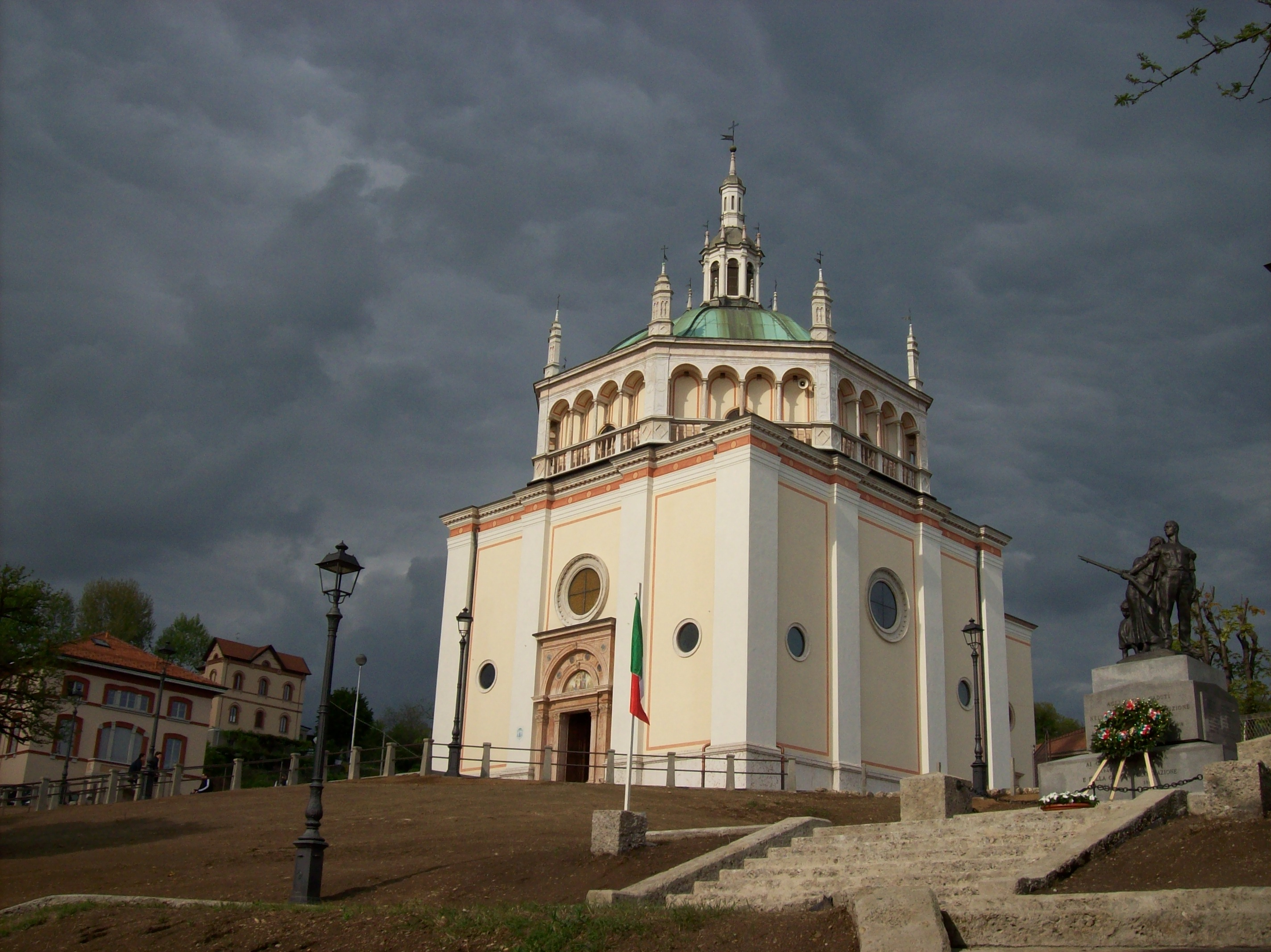
La chiesa

Con la crescita di Crespi d'Adda il medico non poteva più sopperire alle esigenze sanitarie del villaggio, soprattutto in seguito a incidenti. Nel 1904 la famiglia Crespi fece realizzare un piccolo ospedale lungo il viale principale, a pochi metri dall'ingresso dell'opificio in modo da poter intervenire con sollecitudine in caso di infortuni sul lavoro. Il piccolo presidio era dotato delle tecnologie medico-chirurgiche più moderne dell'epoca e vantava un reparto di radiologia e uno di degenza per i malati che non potevano essere assistiti nelle proprie abitazioni. L'assistenza sanitaria era completamente a carico della famiglia Crespi, i quali facevano arrivare nel villaggio, nei casi di emergenza più gravi, specialisti da Milano.

#### Palazzotti
I palazzotti sono tre edifici realizzati tra il 1878 e il 1892 all'ingresso del villaggio operaio, sul lato della strada opposto a quello dell'albergo e del dopolavoro; erano stati edificati per l'alloggio dei primi operai dell'opificio. Sono costituiti da un piano seminterrato a uso cantina e tre piani fuori terra sormontati da un solaio. In origine, in ogni palazzotto potevano trovare alloggio fino a venti famiglie. Ogni appartamento comprendeva un unico vano accessibile da un corridoio comune di collegamento, in fondo al quale si trovavano i servizi e una cucina comune. A collegare i piani si trova un corpo scala centrale.
I tre edifici sono in muratura mista di laterizio e ceppo dell'Adda legata con malta di calce. Le facciate sono intonacate e presentano un basamento in finto bugnato in intonaco e un coronamento decorativo in cotto. Sono presenti file di cinque finestre con modanature in cotto sui lati lunghi, mentre su quelli corti sono in file da tre. I serramenti, solo in parte oggi conservati, sono in legno con vetri singoli dello spessore di 4 mm.
Sulla copertura in tegole marsigliesi si trovano dodici abbaini.

#### Scuola

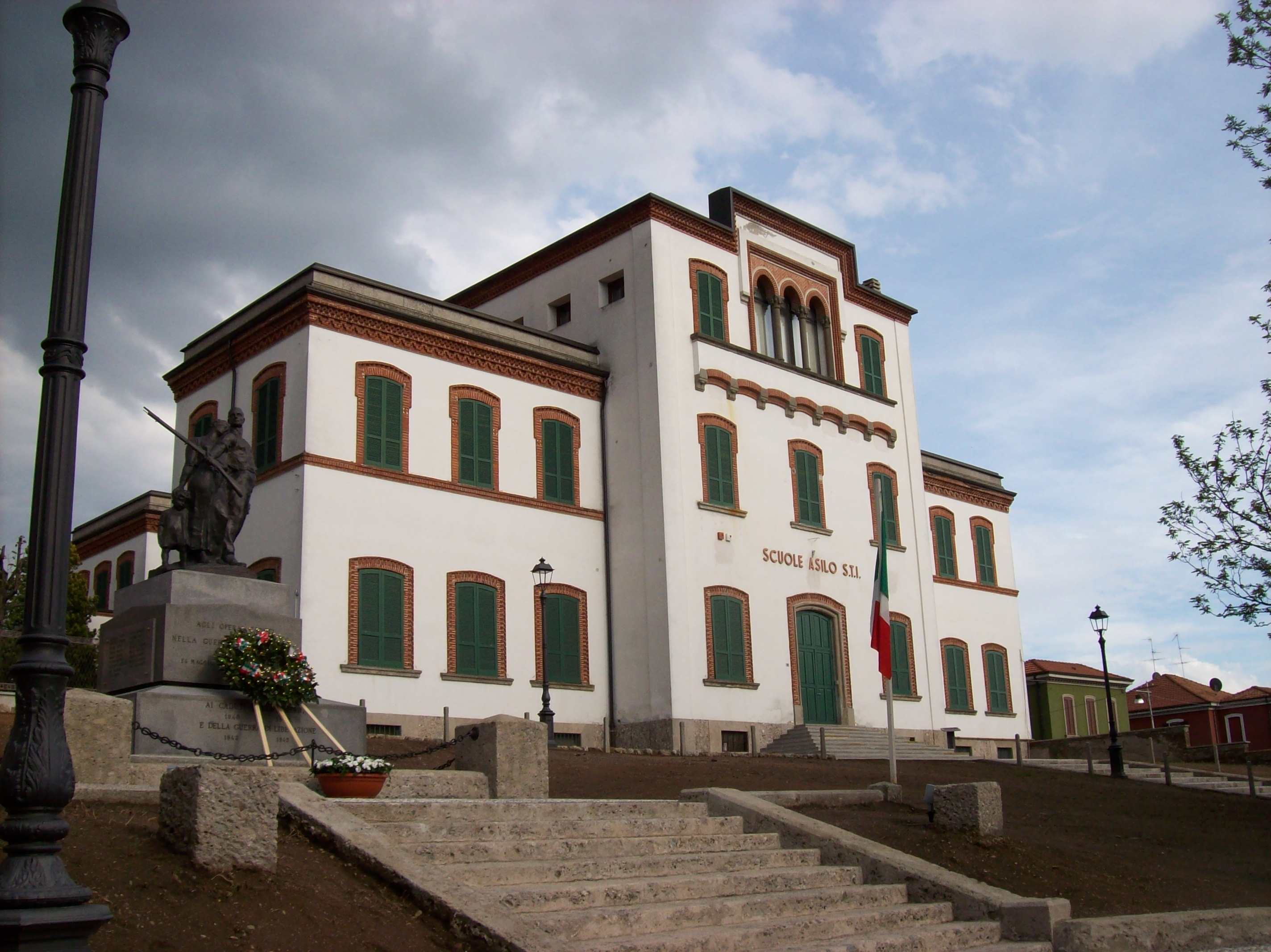
Ex Scuole – Asilo S.T.I.

La scuola del villaggio, edificio oggi conosciuto come "Ex Scuole – Asilo S.T.I.", è composta da due corpi rettangolari di due piani, collegati tra loro da un corpo centrale che si alza per tre piani fuori terra. Le pareti sono in muratura mista in laterizio e ceppo dell'Adda intonacata, mentre la scala d'accesso è in selciato di fiume. La prima costruzione dell'edificio risale a prima del 1890, ma nel 1892 fu eseguito un primo intervento di ampliamento su progetto di Pirovano e Brunati. L'insegnante alloggiava nella parte superiore della scuola dove si può notare una finestra molto decorata.

### Altro

#### Lavatoio
Un altro edificio presente nel villaggio è il lavatoio, che oggi versa in pessime condizioni di conservazione: era utilizzato dalle lavandaie per poter lavare i panni vicino alle abitazioni senza doversi recare presso il fiume con le ceste colme di panni.

## Infrastrutture e trasporti
Fra il 1890 e il 1958 Crespi d'Adda era servita dalla stazione capolinea della breve tratta di diramazione proveniente da Capriate San Gervasio della tranvia Monza-Trezzo-Bergamo.

## Sport

### Impianti sportivi

#### Campo sportivo
Nell'area a nord-est del villaggio sorgeva la cosiddetta Pista, ovvero il velodromo che divenne il simbolo di modernità del centro sportivo di Crespi d'Adda. Si trattava di un anello in cemento all'interno del quale si trovava un campo da calcio. Questa pista veniva utilizzata per competizioni ciclistiche di velocità e in diverse occasioni svolse la funzione di traguardo per le gare in linea, come il Giro della Bergamasca.